# デュエリスト・ジャパン
『デュエリスト・ジャパン』（The Duelist Japan, 後期の表記はDuelist Japan）は、ホビージャパンから発行されていたトレーディングカードゲーム専門雑誌。「マジック：ザ・ギャザリングの公式サポートマガジン」と銘打ち、『RPGマガジン』及び『ゲームぎゃざ』の別冊として1998年から2002年まで計18号を発行した。ムック本として2冊刊行された『ドミニアへの招待』を前身とし、ウィザーズ・オブ・ザ・コースト社発行の英語雑誌The Duelistの日本語版という位置づけでスタートしたが、同誌が刊行停止となってからはその姉妹・後継紙The Sideboardの特約誌となった。
掲載されていた内容は英語で発表された記事の翻訳やカードリスト、トーナメント出場指南やそのリポート、また日本独自記事も含むプロプレイヤーへのインタビューなど。季刊刊行であり、マジック：ザ・ギャザリングの基本・拡張セットといった新製品の発売時期にほぼ足並みを揃えた特集が組まれていた。
| 書名                                         | 年月                         | 背表紙                                                       | 主たるカードセット        |
| -------------------------------------------- | ---------------------------- | ------------------------------------------------------------ | ------------------------- |
| ドミニアへの招待                             | RPGマガジン1996年12月号別冊  | まるごとマジック：ザ・ギャザリング!!                         | MIR                       |
| ウェルカム・トゥ・ドミニア ドミニアへの招待2 | 1997年6月号別冊              | 第5版から始めよう!                                           | 5ED, VIS, ALL             |
| The Duelist Japan vol.1                      | 1998年1月号別冊              | テンペスト総力特集!!                                         | TMP                       |
| The Duelist Japan vol.2                      | 1998年5月号別冊              | 実戦!トーナメント指南!!                                      | Stronghold                |
| The Duelist Japan vol.3                      | 1998年8月号別冊              | 目指せ!世界への道!!                                          | Exodus                    |
| The Duelist Japan vol.4                      | 1998年11月号別冊             | これが日本最高ランクの『マジック』だ!!                       |                           |
| The Duelist Japan vol.5                      | 1999年2月号別冊              | 二大特集ウルザズサーガ完全攻略ガイド/世界選手権'98           | Protal, USG               |
| The Duelist Japan vol.6                      | 1999年5月号別冊              | ウルザズ・レガシー攻略ガイド/第6版ルールQ&A                  | ULG                       |
| The Duelist Japan vol.7                      | 1999年8月号別冊              | 第6版/ウルザズ・デスティニー/ポータル三国志                  | 6ED, UDS, P3K             |
| Duelist Japan vol.8                          | ゲームぎゃざ1999年11月号別冊 | マジック最高峰トーナメントリポート三連発!!                   | UDS(ブロック総ざらい研究) |
| Duelist Japan vol.9                          | 2000年2月号別冊              | 徹底検証!!メルカディアン・マスクス                           | MMQ                       |
| Duelist Japan vol.10                         | 2000年5月号別冊              | 検証!!ネメシス完全ガイド                                     | NMS                       |
| Duelist Japan vol.11                         | 2000年9月号別冊              | プロフェシー攻略/日本選手権奮戦記                            | PCY                       |
| Duelist Japan vol.12                         | 2000年11月号別冊             | 未来のスタンダード/世界選手権リポート                        | INV(発売前夜)             |
| Duelist Japan vol.13                         | 2001年2月号別冊              | 完全攻略!!インベイジョン総力特集号                           | INV(攻略)                 |
| Duelist Japan vol.14                         | 2001年5月号別冊              | プレーンシフト/最新スタンダードデッキ                        | PLS, 7ED(発売前)          |
| Duelist Japan vol.15                         | 2001年9月号別冊              | アポカリプス/第7版                                           | APC, 7ED                  |
| Duelist Japan vol.16                         | 2001年12月号別冊             | オデッセイ総力特集/世界選手権 (※SideBoard誌ロゴが表紙に登場) | ODY                       |
| Duelist Japan vol.17                         | 2002年4月号別冊              | トーメント/エクステンデッデド・メタゲーム総括                | TOR                       |
| Duelist Japan vol.18                         | 2002年9月号別冊              | 最新スタンダードのメタゲーム/ジャッジメント                  | JUD                       |

- magiclibrarities.net デュエリスト・ジャパン表紙紹介